# HMS Östhammar (V11)
HMS Östhammar (V11) var en vedettbåt i svenska marinen som togs i tjänst 1 mars 1985. Byggdes på Djupviks varv och är systerfartyg till HMS Dalarö (V09) och HMS Sandhamn (V10). Är numera skänkt till Sjövärnskåren.
Fartygen i Dalarö-klassen baserades på den design som använts för Kustbevakningens 280-klass. De mest synliga skillnaderna är att skrovsidorna är uppdragna för att bilda ett helt plant halvdäck, bryggan är annorlunda än på de tidiga 280-båtarna och mastarrangemanget är betydligt högre på Dalarö-klassen. Framdrivningsmaskineriet är också annorlunda med 8-cylindriga MTU-dieslar i stället för de Cummins eller MWM som används på Kustbevakningens fartyg. Fartygen blev också två meter längre, då man installerade en ammunitionsdurk för 40 mm pjäsen mellan maskinrum och akterpik/styrmaskinrum. Detta medförde att Dalarö-klassen erhöll ett ogynnsamt längd-breddförhållande som gör dem benägna att skära vid gång i med- eller låringssjö.
Det visade sig efter leveransen att fartygens sjöegenskaper var otillfredsställande. HMS Dalarö och HMS Östhammar modifierades med slingerkölar av olika utförande, men inte HMS Sandhamn. Detta och det faktum att HMS Dalarös deplacement var cirka 5 ton mindre än de andra två fartygens, gjorde att alla tre uppvisade olika egenskaper. Gemensamt var dock att tvärskeppsstabiliteten under vissa förhållanden inte var tillfyllest, vilket ledde till att 40mm-pjäsen togs iland. Den ersattes under andra halvan av 1990-talet av en hydraulisk däckskran för att hantera en större skeppsbåt som tillförts fartygen. Ersättning till pjäsen diskuterades, men något besluts togs aldrig och fartygen var under resten av sin aktiva tid endast beväpnade med KSP förutom minor och sjunkbomber. 
Efter leveransen tillfördes de Vedettbåtsdivisionen, tillhörande Ostkustens Marinkommando (MKO), på Muskö. Där användes fartygen i huvudsak i Stockholms skärgård. HMS Östhammar baserades senare på KA 3, Fårösund, på Gotland. Under första halvan av 1990-talet överfördes fartygen till sjöbevakningen i Malmö som ersättning för de äldre vedettbåtarna av typ II (ombyggda motortorpedbåtar). Där tjänstgjorde fartygen tills de utgick ut tjänst under 2004. HMS Östhammar lever vidare som Sjövärnskårens SVK 11 Östhammar med hemmahamn Karlskrona, men normalt utgångsbaserad i Klagshamn.